# Chiyoshi Kubo
Chiyoshi Kubo –em japonês, 久保千代志, Kubo Chiyoshi– (27 de julho de 1952) é um desportista japonês que competiu em ciclismo na modalidade de pista. Ganhou uma medalha de bronze no Campeonato Mundial de Ciclismo em Pista de 1981, na prova de keirin.

## Medalheiro internacional
| Campeonato Mundial | Campeonato Mundial      | Campeonato Mundial | Campeonato Mundial |
| Ano                | Lugar                   | Medalha            | Competição         |
| ------------------ | ----------------------- | ------------------ | ------------------ |
| 1981               | Brno ( Tchecoslováquia) | Medalha de bronze  | Keirin (P)         |